# Ключевская улица (Екатеринбург)
Ключевска́я у́лица (прежние названия: 3-я Ключевска́я, Ласса́ля, Ермако́ва) — улица в жилом районе «ВИЗ» Верх-Исетского административного района Екатеринбурга.

## Расположение и благоустройство
Улица проходит с востока на запад между улицами Венгерских Коммунаров и Анри Барбюса. Начинается от пересечения с улицей Пирогова и заканчивается у улицы Танкистов. Пересекается с улицами Крылова, Мельникова, Токарей, Красноуральской, Заводской, Рабочих, Торфорезов и Лоцмановых. Участок улицы Ключевской между улицами Заводской и Рабочих (семь кварталов) в советское время застроен. Примыканий других улиц нет. Нумерация домов ведётся от улицы Пирогова, дома между улицами Токарей и Заводской адресно приписаны к соседним улицам.
Протяжённость улицы вместе с застроенным участком составляет около 2,6 км, без него — около 1,6 км. Ширина проезжей части — в среднем около 7 м (по одной полосе в каждую сторону движения). Улица оборудована светофорами, тротуарами и уличным освещением.

## История
Улица появилась не ранее 1788 года (точное время формирования неизвестно). До революции 1917 года улица носила название 3-я Ключевская. Всего Ключевских улиц было девять, все они заканчивались у торфяного болота, близ которого, возможно, находились ключи, используемые местными жителями. В 1921 году улица получила название Лассаля, в 1960-х годах переименована в улицу Ермакова в честь Петра Захаровича Ермакова — большевика, организатора боевой дружины верх-исетских рабочих в 1905 году и одного из организаторов Красной гвардии на Урале. Однако более известен Ермаков как убийца царской семьи Романовых. В 1990-х годах из-за неоднозначного восприятия личности Ермакова улица его имени была переименована в Ключевскую.
Современная застройка улицы является разнотипной — многоэтажной в начальной части и малоэтажной в конце улицы.

## Транспорт
К домам начала улицы трам. 2, 18, ост. «Уралкабель», трол. 3, 7, 15, авт. 25, 28, ост. «Институт связи», «ул. Токарей», к домам конца улицы трам. 11, ост. «Разъезд», авт. 28, ост. «ул. Крауля», «Радиоколледж», тролл. 15, ост. «ул. Крауля».